# Regierungsunfähigkeit
|  | Dieser Artikel oder Abschnitt wurde wegen inhaltlicher Mängel auf der Qualitätssicherungsseite der Redaktion Geschichte eingetragen (dort auch Hinweise zur Abarbeitung dieses Wartungsbausteins). Dies geschieht, um die Qualität der Artikel im Themengebiet Geschichte auf ein akzeptables Niveau zu bringen. Dabei werden Artikel gelöscht, die nicht signifikant verbessert werden können. Bitte hilf mit, die Mängel dieses Artikels zu beseitigen, und beteilige dich bitte an der Diskussion! |

Als Regierungsunfähigkeit bezeichnet man die zeitweise oder dauerhafte nicht vorhandene Möglichkeit eines Herrschers bzw. Staatsführers, sein Amt auszuüben. Die Regierungsunfähigkeit im engeren Sinne kann angenommen werden, falls bestimmte Faktoren, die in der Person des Betroffenen vorliegen, in seiner Gesundheit oder auch seiner rechtlichen Situation, (objektiv) gegeben sind oder (subjektiv) behauptet werden. Aus der Geschichte ergibt sich, dass der Begriff oft dem Ziel diente, einen Machtwechsel herbeizuführen.
Bei kollegialen Regierungsorganen wird die Unfähigkeit, zu regieren, als Handlungsunfähigkeit bezeichnet, die auf einer Beschlussfähigkeit beruhen kann. Sofern Parteien als regierungsunfähig bezeichnet werden, ist dies Ausdruck des Willens von konkurrierenden Parteien, nicht mit diesen Parteien zusammen eine Regierung bilden zu wollen.

## Regierungsunfähige Personen
In der Geschichte lagen die Gründe für eine Regierungsunfähigkeit bei Einzelpersonen üblicherweise im körperlichen oder geistigen Bereich, in mentalen Beeinträchtigungen (Geisteskrankheiten, Depressionen) oder schweren körperlichen Erkrankungen (Schlaganfall, Blindheit). Im Mittelalter wurden aber auch insbesondere bei Konkurrenten bewusst Hinderungsgründe herbeigeführt, wie eine Blendung oder die Bestimmung zu einem geistlichen Leben, die im Allgemeinen durch die Tonsur ausgedrückt wurde.
Ein der monarchischen Regierungsunfähigkeit immanentes Problem ist dabei die Frage, wer das Recht besitzt, die Regierungsunfähigkeit festzustellen, die erst seit dem Aufkommen des Parlamentarismus rechtlich einwandfrei beantwortet werden kann. Eine einmal – wie auch immer – festgestellte Regierungsunfähigkeit bei Amtsinhabern führte generell zu einer Vormundschaft oder Regentschaft bzw. einer Ersetzung der Person. Andere Gründe für die Einsetzung von Regenten wie die Minderjährigkeit des Monarchen oder die längere zumeist kriegsbedingte Abwesenheit des Monarchen werden nicht als Regierungsunfähigkeit gewertet.
Ein ähnliches Problem kann sich allerdings bei unzureichender Regelung solcher Fälle auch Republiken stellen: So sah die Verfassung der USA vor Inkrafttreten des 25. Verfassungszusatzes für den Fall der Regierungsunfähigkeit des Präsidenten keine Regelung vor. Daher lehnten es in zwei Fällen schwerer gesundheitlicher Beeinträchtigung des Präsidenten (James A. Garfield im Jahr 1881 infolge eines Attentats, Woodrow Wilson von 1919 bis 1921 infolge eines Schlaganfalls) selbst die jeweiligen Vizepräsidenten (Chester A. Arthur bzw. Thomas Riley Marshall) ab, die Geschäfte zu führen. Während der zweieinhalb Monate des Siechtums Garfields führte daher offiziell niemand die Geschäfte; im Fall Wilsons wurde durch zweieinhalb Jahre das Vakuum in problematischer Weise ausgefüllt, nicht zuletzt durch die Tätigkeit der First Lady Edith Wilson, die unter anderem darüber entschied, welche Angelegenheiten ihrem bettlägerigen Ehemann unterbreitet wurden. Erst nach dem Attentat auf John F. Kennedy wurde 1967 eine ausdrückliche Regelung in die Verfassung aufgenommen, in die inhaltlich u. a. eine informelle Vereinbarung zwischen Dwight D. Eisenhower und seinem Vizepräsidenten Richard Nixon einfloss, das beide nach einem Schlaganfall Eisenhowers geschlossen hatten.

### Durch Tonsur
- Der Westgotenkönig Wamba (672–680) wurde (einer späten Überlieferung zufolge) vergiftet, so dass er als vermeintlich Todkranker das Bußsakrament erhielt und nach damaligem Brauch mit einem Ordensgewand bekleidet und durch die Tonsur in den geistlichen Stand aufgenommen wurde, wodurch er regierungsunfähig geworden war. Er zog sich in ein Kloster zurück, wo er nach etwa zwei Jahren starb.
- Um die bei den Franken traditionelle Herrschaftsteilung unter allen Herrschersöhnen zu vermeiden, ließ König Karl der Kahle seine beiden jüngsten Söhne Karlmann und Lothar in den geistlichen Stand versetzen. Karls Maßnahme erwies sich im Nachhinein als unnötig, da ihn von seinen sieben Söhnen lediglich der älteste, Ludwig der Stammler, überlebte.

### Durch Verstümmelung
Im Byzantinischen Reich im Übergang von der Spätantike zum Frühmittelalter war es üblich, Thronprätendenten und amtierende Herrscher durch Abschneiden der Nase (Rhinokopia) von der Sukzession oder der weiteren Herrschaft auszuschließen, da die Auffassung vorherrschte, dass nur ein körperlich unversehrter Mann zum Kaiser geeignet war. Beispiele für die Maßnahme sind etwa die Kaiser Heraklonas, der infolge seiner Verletzung starb, sowie Justinian II. Der letztere verstand es allerdings, sich nach seiner Absetzung trotz abgeschnittener Nase erneut des byzantinischen Kaiserthrons zu bemächtigen, um sodann (mit dem Beinamen "Rhinotmetos", "mit der abgeschnittenen Nase") weitere sechs Jahre zu herrschen. Danach kam es nur noch in einem weiteren Fall, des Kaisers Leontios, zur Rhinokopia, wonach man im Byzantinischen Reich von dieser Praxis abkam und sie durch die Blendung ersetzte.

### Durch Blendung
- König Bernhard von Italien wurde 818 nach einem Aufstand gegen seinen Onkel Kaiser Ludwig den Frommen geblendet und damit seiner Regierungsfähigkeit beraubt. Bernhard starb zwei Tage nach der Blendung.
- Herzog Hugo von Elsass wurde 885 gefangen genommen, geblendet und dann als nunmehr regierungsunfähig in die Abtei Prüm gebracht.
- Kaiser Ludwig III. wurde 905 von seinem Gegner Berengar von Friaul geblendet und verlor den Kaisertitel; er behielt allerdings sein ererbtes Königreich Niederburgund.

### Nach Schlaganfall
- König Ludwig VII. von Frankreich erlitt 1179 einen Schlaganfall, der ihn halbseitig lähmte; wenige Wochen später ließ er seinen Sohn Philipp zum König krönen; Ludwig VII. starb ein knappes Jahr später.
- Herzog Wilhelm I. von Bayern erlitt 1357 einen Schlaganfall, galt danach als geisteskrank und regierungsunfähig und wurde bis zu seinem Tod 1389 weggesperrt.
- Herzog Bogislaw XIV. von Pommern erlitt 1633 einen Schlaganfall. Da er ohne Erben war, ließ er die Regimentsverfassung von 1634 erarbeiten, mit der er versuchte, die Regierung Pommerns während seiner Krankheit und nach seinem Ableben zu sichern. Er starb 1637, Pommern wurde – entgegen den Absichten des Herzogs – in der Folge zwischen Schweden und Brandenburg geteilt.
- König Friedrich Wilhelm IV. von Preußen (1840–1858) erlitt 1857 mehrere Schlaganfälle und übergab daraufhin 1858 die Herrschaft seinem Bruder Wilhelm. Dieser Wechsel wird in der Wissenschaft als Ende der Reaktionsära und Beginn der Neuen Ära bezeichnet.
- Der israelische Ministerpräsident Ariel Scharon erlitt im Dezember 2005 einen Schlaganfall, seit Anfang 2006 lag er im Wachkoma; im April 2006 wurde er für regierungsunfähig erklärt.

### Wegen sonstiger Erkrankungen
- König Georg III. von Großbritannien (1760–1820) war ab 1811 wegen einer schweren Erkrankung (vermutlich Porphyrie) regierungsunfähig; die Jahre bis zu seinem Tod werden in der britischen Geschichte (und Stilkunde) als Regency bezeichnet.

### Wegen Geisteskrankheit
- König Karl VI. von Frankreich (1380–1422) war ab 1392 zeitweise geistesgestört; die Hofintrigen, die sich aufgrund von Karls Erkrankung entwickelten, kulminierten im Bürgerkrieg der Armagnacs und Bourguignons (1410–1419)
- König Heinrich VI. von England († 1471) war ab März 1454 wegen Geisteskrankheit regierungsunfähig, er wurde 1461 abgesetzt, allerdings 1470–1471 erneut als König eingesetzt und schließlich im Tower of London ermordet. Kurz nach der Erkrankung Heinrichs brachen die Rosenkriege aus, die England dreißig Jahre lang lähmten.
- Großherzog Ludwig II. von Baden (1852–1856) galt als geisteskrank und überließ die Regierung seinem Bruder Friedrich, der ihn 1856 ablöste. Ludwig starb zwei Jahre später.
- König Otto von Bayern (1886–1916) war wegen einer „Schwermütigkeit“ genannten Geisteskrankheit regierungsunfähig; er stand unter der Regentschaft der Prinzregenten Luitpold (1886–1912) und Ludwig (1912–1913), der schließlich zum König von Bayern proklamiert wurde, ohne Otto deswegen abzusetzen.

### Wegen Depressionen
- Bei Herzog Albrecht Friedrich von Preußen brach bald nach seinem Regierungsantritt 1571 eine Depression durch, die seinen Lehnsherrn, König Stephan Báthory von Polen dazu zwang, ihm 1577 einen Administrator zur Seite zu stellen, durch den Albrecht Friedrich ein Jahr später ersetzt wurde. Albrecht Friedrich starb 1618 in geistiger Umnachtung. Das Herzogtum Preußen fiel an die Kurfürsten von Brandenburg, die aus ihrem Besitz dann das Königreich Preußen formten.
- Bei König Karl IX. von Frankreich (1560–1574), der zeit seines Lebens unter dem Einfluss seiner Mutter Caterina de’ Medici stand, führten die Ereignisse der Bartholomäusnacht 1572, die er selbst befohlen hatte, zu einem Trauma, das in eine Depression mündete. Er starb im Alter von nur 23 Jahren an der Schwindsucht, bevor seine faktische Regierungsunfähigkeit zu Konsequenzen führte.

### Aus (vermutlich) politischen Gründen
- Königin Johanna von Kastilien (1504–1506), besser bekannt als Johanna die Wahnsinnige, galt aufgrund der ihr nachgesagten Geisteskrankheit als regierungsunfähig, so dass ihr Vater, König Ferdinand von Aragón (1479–1516) die Regentschaft für ganz Spanien übernehmen konnte; es kann jedoch davon ausgegangen werden, dass Johanna keineswegs wahnsinnig war, sondern von ihrem Vater und später ihrem Sohn Karl V. entmachtet wurde – eine tatsächliche mentale Krankheit ist historisch nicht überliefert. Johanna wurde im Kloster Santa Clara in der Festung von Tordesillas gefangengesetzt, wo sie knapp 48 Jahre später starb.
- Der osmanische Prinz Murad V. wurde im Mai 1876 von Jungtürken aus dem Gefängnis befreit und zum Sultan eingesetzt; drei Monate später aber mit der Begründung psychischer Schwäche als regierungsunfähig wieder abgesetzt. Er lebte fortan im Arrest und starb 1904.
- König Ludwig II. von Bayern, dessen Bautätigkeit die bayerischen Staatsfinanzen zu ruinieren drohte, wurde 1886 auf Betreiben der Regierung aufgrund von Zeugenaussagen ohne Untersuchung für „seelengestört“ und „unheilbar“ erklärt und entmündigt; vier Tage später starb er im Starnberger See.
- König Baudouin von Belgien dankte im Jahr 1990 wegen „Regierungsunfähigkeit“ ab, sodass das Parlament das Gesetz zum Schwangerschaftsabbruch in eigener Kompetenz in Kraft setzen konnte; zwei Tage später wurde Baudouin durch das Parlament wieder als König eingesetzt.

### Durch Ausschöpfung der maximalen Zeit im Amt
Im weitesten Sinne „regierungsunfähig“, da von der weiteren Ausübung der Regierungsgewalt ausgeschlossen, sind Staatsoberhäupter, Ministerpräsidenten o. Ä. mit begrenzter Regierungszeit, wie sie in vielen Verfassungen der Welt vorgesehen ist. So kann der Präsident der Vereinigten Staaten nur einmal wiedergewählt werden und danach – was allerdings nicht abschließend geklärt ist – auch nicht mehr auf andere Weise in das Amt gelangen.